# Blumenbachia eichleri
Blumenbachia eichleri är en brännreveväxtart som beskrevs av Ignatz Urban. Blumenbachia eichleri ingår i släktet Blumenbachia och familjen brännreveväxter. Inga underarter finns listade i Catalogue of Life.